# Yponomeuta internella
Yponomeuta internella is een vlinder uit de familie van de stippelmotten (Yponomeutidae). De wetenschappelijke naam van de soort werd in 1863 gepubliceerd door Francis Walker. De vlinder heeft een spanwijdte van ongeveer 20 mm.